# Huilicapa
Huilicapa är en ort i Mexiko.   Den ligger i kommunen Mixtla de Altamirano och delstaten Veracruz, i den sydöstra delen av landet, 250 km öster om huvudstaden Mexico City. Huilicapa ligger 1 113 meter över havet och antalet invånare är 145.
Terrängen runt Huilicapa är bergig åt sydost, men åt nordväst är den kuperad. Runt Huilicapa är det ganska tätbefolkat, med 199 invånare per kvadratkilometer. Närmaste större samhälle är Cuichapa, 19,5 km nordost om Huilicapa. I omgivningarna runt Huilicapa växer huvudsakligen savannskog.